# Justicia candelariae
Justicia candelariae är en akantusväxtart som först beskrevs av Oerst., och fick sitt nu gällande namn av Emery Clarence Leonard. Justicia candelariae ingår i släktet Justicia och familjen akantusväxter. Inga underarter finns listade i Catalogue of Life.